# Lista del molibdeno

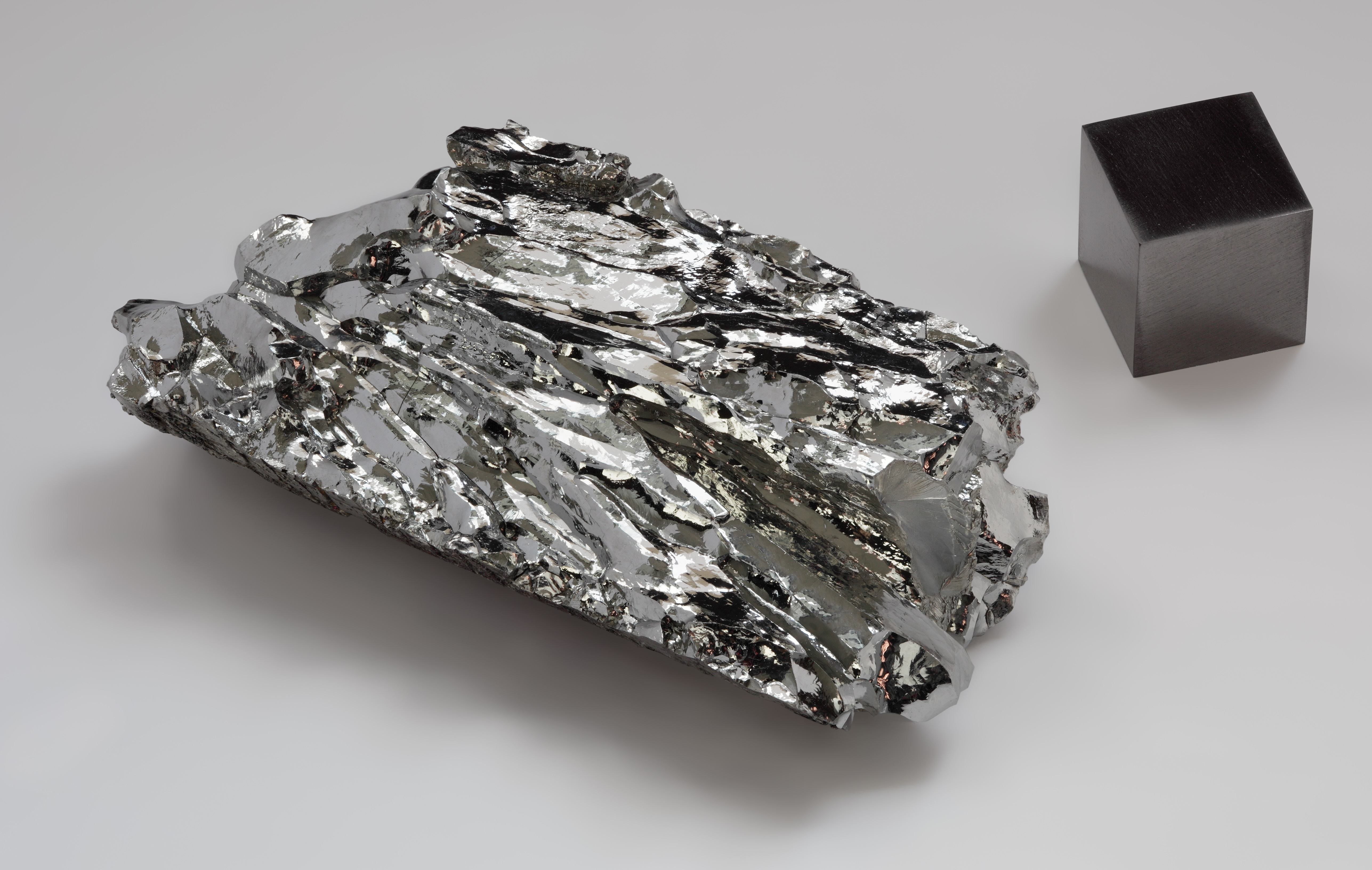
Un frammento e un cubo di molibdeno

La cosiddetta lista del molibdeno era un elenco di richieste di materie prime e di materiali bellici che Benito Mussolini inviò alla Germania di Adolf Hitler come condizione per l'entrata dell'Italia nella seconda guerra mondiale.
Prese questo nome da un commento fatto all'epoca dall'ambasciatore italiano a Berlino, Bernardo Attolico, in quanto il tonnellaggio di molibdeno richiesto superava l'intera produzione mondiale dell'epoca, rendendo perciò chiaro che la lista era solo un pretesto per evitare l'entrata in guerra del Regno d'Italia. L'elenco fu redatto durante una riunione tenutasi a Palazzo Venezia sabato 26 agosto 1939 fra Mussolini e i capi di stato maggiore delle forze armate italiane. Fu inviato all'ambasciatore italiano a Berlino lo stesso giorno, il quale a sua volta lo consegnò al ministro degli esteri tedesco Joachim von Ribbentrop.

## Storia
Di seguito, uno stralcio della lettera di richieste inviata da Mussolini il 26 agosto 1939:

«Führer, ho riunito stamani i capi di Stato Maggiore dell'Esercito, della Marina, dell'Aviazione, presenti il ministro Ciano e quello delle Comunicazioni, ed ecco il minimo che occorre alle Forze Armate italiane per sostenere una guerra di dodici mesi oltre a quello che abbiamo:
- carbone per il gas e la siderurgia 6000000 t
- acciaio 2000000 t
- petrolio 7000000 t
- legno 1000000 t
- rame 150000 t
- nitrato di sodio 220000 t
- sali potassici 70000 t
- colofonia 25000 t
- gomma 22000 t
- toluolo 18000 t
- essenza di trementina 6000 t
- piombo 10000 t
- stagno 7000 t
- nikelio 5000 t
- molibdeno 600 t
- tungsteno 600 t
- zirconio 20 t
- titanio 400 t

Senza la certezza di questi rifornimenti, ho il dovere di dirVi che i sacrifici ai quali io chiamerei il popolo italiano - sicuro di essere ubbidito - potrebbero essere vani e comprometterebbero con la mia anche la Vostra causa. [...] Se voi credete che ci sia ancora una qualsiasi possibilità di soluzione sul terreno politico, io sono pronto a darVi - come altre volte - la mia piena solidarietà e a prendere le iniziative che possiate ritenere utili allo scopo».
A questi materiali fu inoltre aggiunta la richiesta di 600 pezzi di artiglieria contraerea e di vari macchinari.
Il precipitare della situazione diplomatica europea nella seconda metà dell'agosto 1939 rese sempre più probabile lo scoppio a breve termine di una guerra. Le nazioni del continente erano legate fra loro da vari patti di non aggressione o di mutua difesa e uno dei più recenti era il Patto d'Acciaio del 22 maggio 1939 fra Italia e Germania. Il successivo 12 agosto il ministro degli esteri italiano Galeazzo Ciano si recò al Berghof, vicino a Berchtesgaden, per un colloquio con Hitler. Quest'ultimo, parlando della volontà di riunire il Corridoio di Danzica al Reich, prospettò un eventuale confronto armato circoscritto a Germania e Polonia qualora Varsavia avesse rifiutato le trattative proposte dai tedeschi, aggiungendo che «le provocazioni della Polonia e l'aggravarsi della situazione» avevano «reso urgente l'azione tedesca».
Le clausole del Patto d'Acciaio obbligavano l'Italia a scendere in guerra al fianco della Germania se quest'ultima avesse attaccato la Polonia, ma Mussolini era consapevole che le condizioni dell'Italia, dopo le guerre d'Etiopia e di Spagna, non permettevano nel breve periodo nuove operazioni belliche su vasta scala e lo comunicò a Hitler. Il 25 agosto il cancelliere tedesco chiese allora al Duce di quali mezzi e di quali materie prime avesse bisogno per riuscire a prendere parte a un'eventuale nuova guerra. La domanda di Hitler, secondo il giornalista Giorgio Bocca, costituì «l'ancora di salvezza cui la furberia italiana si attacca senza ritegno e senza stile». La mattina del 26 agosto fu indetta d'urgenza una riunione a Palazzo Venezia per stabilire nel dettaglio cosa richiedere a Berlino. I generali invitati ricevettero da Galeazzo Ciano la raccomandazione, con il tacito consenso di Mussolini, di non fare «del criminoso ottimismo», e cioè di andarci pesanti con le richieste.
Nel pomeriggio del 26 agosto Mussolini rispose a Hitler con una lunghissima lista appositamente abnorme e impossibile da soddisfare, talmente esagerata da essere definita da Ciano «tale da uccidere un toro». L'elenco, soprannominato "Lista del molibdeno" a causa delle 600 tonnellate richieste di questo materiale, venne redatto senza neanche parvenza di serietà e comprendeva, fra petrolio, acciaio, piombo e numerosi altri materiali, un totale di quasi diciassette milioni di tonnellate di rifornimenti e specificava che, senza tali forniture, l'Italia non avrebbe potuto assolutamente partecipare a una nuova guerra. Il Duce aveva inoltre aggiunto di suo pugno 600 pezzi di artiglieria contraerea e, in alcuni casi, aveva aumentato personalmente anche del 200% le quantità di materiali al solo scopo di scoraggiare i tedeschi dall'accettare le richieste italiane. Venne calcolato che, per consegnare la totalità del materiale, sarebbero stati necessari 17000 treni da 50 vagoni ciascuno.
L'ambasciatore italiano a Berlino, Bernardo Attolico, ricevette la lista da Roma e la consegnò a Joachim von Ribbentrop affinché la trasmettesse a Hitler. Ribbentrop, dopo averla letta, chiese ad Attolico entro quando l'Italia si aspettava di ricevere tutto quel materiale. La domanda mise in difficoltà l'ambasciatore italiano, in quanto da Roma gli avevano inviato la lista, ma nessuno si era preoccupato di fornirgli istruzioni. Attolico, tuttavia, avendo intuito il vero scopo di quell'elenco, rispose che il materiale doveva essere inviato «subito».
Hitler, nonostante il sospetto che Mussolini lo stesse ingannando, si mostrò comprensivo e rispose dicendo che riconosceva la precaria situazione italiana e che poteva inviare una piccola parte del materiale, ma che gli era impossibile soddisfare per intero le richieste. Il cancelliere tedesco, allora, chiese all'Italia solo di tenere impegnati francesi e inglesi con propaganda e con movimenti di truppe, oltre a mandare manodopera in Germania. Tuttavia, in privato, ebbe uno scoppio d'ira, affermando che gli italiani si stavano comportando come nel 1914, in riferimento alla dichiarazione di neutralità che il Regno d'Italia, all'epoca parte della Triplice alleanza, aveva annunciato all'inizio della prima guerra mondiale.

## Conseguenze
(Adolf Hitler)
Mussolini sconfessò Attolico dicendo che, tranne che per la contraerea, i materiali sarebbero potuti arrivare non «subito», ma nell'arco di dodici mesi.
(Benito Mussolini)
L'evidente intenzione italiana di mostrare di non voler partecipare al conflitto (oltre all'ammissione esplicita di non potervi essere in grado) viene considerata, insieme all'annuncio dell'alleanza anglo-franco-polacca, uno dei motivi che fecero esitare Hitler, posticipando l'inizio delle ostilità dal previsto 26 agosto 1939 al successivo 1º settembre. Il telegramma col quale il cancelliere tedesco rassicurava Mussolini sul fatto che non si aspettava il sostegno militare italiano, probabilmente per punire la beffa italiana della lista, non venne pubblicato da alcun quotidiano del Reich e non venne trasmesso alla radio, facendo successivamente nascere nell'opinione pubblica tedesca una crescente ostilità nei confronti degli italiani, percepiti come inaffidabili e traditori del Patto d'Acciaio.
Galeazzo Ciano riferì che Mussolini, avendo percepito questa crescente avversione, ancora il 10 marzo 1940 disse a Joachim von Ribbentrop di essere «molto riconoscente al Führer per il telegramma nel quale questi ha dichiarato che non aveva bisogno dell'aiuto militare italiano per la campagna contro la Polonia», ma che sarebbe stato meglio «se questo telegramma fosse stato pubblicato anche in Germania». Il successivo 10 settembre l'ambasciatore Bernardo Attolico, facendo riferimento all'accordo fra Hitler e Mussolini per una non immediata entrata in guerra dell'Italia e al telegramma di conferma di Hitler, comunicò che nel Reich «le grandi masse popolari, ignare dell'accaduto, cominciano già a dar segno di una crescente ostilità. Le parole tradimento e spergiuro ricorrono con frequenza».